# 男才女貌
《男才女貌》是中國中央電視臺於2003年播出的一部20集中國大陸電視連續劇。該電視劇由蔣家駿執導，林心如、陸毅、馮紹峰、曾黎等人主演，而且該電視劇也是2003年中國中央電視臺收視率第二高的節目。該電視劇主要講述現代都市的年輕的生活、愛情、家庭與事業等方面的故事。該電視劇曾在上海淮海路取景。該電視劇的片頭主題曲是阿杜的《他一定很愛你》。